# ويليام روبرتس (لاعب كرة قدم أمريكية)
ويليام روبرتس (بالإنجليزية: William Roberts)‏ هو لاعب كرة قدم أمريكية أمريكي، ولد في 5 أغسطس 1962 في ميامي في الولايات المتحدة.

## وصلات خارجية
- ويليام روبرتس على موقع مرجع كرة القدم المحترفة.كوم (الإنجليزية)
- ويليام روبرتس على موقع IMDb (الإنجليزية)